# Spomenik rudarja, Velenje
Spomenik rudarja je javni spomenik, ki se nahaja v parku ob Ljudski univerzi Velenje v središču Velenja. To je bil prvi javni spomenik, postavljen v Velenju po koncu druge svetovne vojne.

## Zgodovina
Leta 1953 je bronast kip rudarja s kamnitim podstavkom izdelal kipar Alojzij Kogovšek; rudar je opremljen s kompresorjem in rudarsko svetilko. Narejen je v slogu socialističnega realizma.
To je manjši od dveh enakih kipov, ki ju je izdelal Kogovšek; večji kip se nahaja v ljubljanskem Tivoliju.